# Omlenice
Omlenice (en allemand : Groß Umlowitz) est une commune du district de Český Krumlov, dans la région de Bohême-du-Sud, en République tchèque. Sa population s'élevait à 556 habitants en 2020.

## Géographie
Omlenice se trouve à 14 km au sud-est de Český Krumlov, à 28 km au sud de České Budějovice et à 151 km au sud de Prague.
La commune est limitée par Rožmitál na Šumavě à l'ouest et au nord, par Střítež au nord, par Kaplice à l'est, et par Bujanov au sud.

## Histoire
La première mention écrite du village date de 1358.

## Administration
LA commune se compose de cinq quartiers :
- Omlenice
- Blažkov
- Omlenička
- Stradov
- Výnězda